# Gabriel Vahanian
Gabriel Vahanian (Marsiglia, 24 gennaio 1927 – Strasburgo, 30 agosto 2012) è stato un teologo francese protestante.
Il suo scritto più importante è La morte di Dio da cui ha tratto il nome la "teologia della morte di Dio", corrente di pensiero teologico sviluppata nei circoli accademici statunitensi (nei quali insegnò per circa 26 anni), attorno agli anni sessanta del Novecento.

## Vita e opere
Vahanian ricevette il baccalaureato nel 1945, presso il Lycee de Valence in Francia e il Master's Degree in Teologia nel 1950 al Seminario Teologico di Princeton, ove raggiunse anche il dottorato nel 1958. La sua dissertazione aveva come titolo: Il Protestantesimo e le Arti (Protestantism and the Arts).
Vahanian fu educato nella corrente teologica riformata di Giovanni Calvino e di Karl Barth, del quale tradusse La fede della Chiesa. Presto si distinse per l'interesse alla relazione fra letteratura e teologia, e fra cultura e religione. Un protestante francese suo contemporaneo era il teologo laico e critico sociale Jacques Ellul.
Vahanian fu membro fondatore del primo Consiglio (board of directors) della American Academy of Religion, nonché professor emeritus di teologia culturale all'Université Marc Bloch di Strasburgo. Prima del suo posto a Strasburgo, Vahanian tenne due diverse cattedre alla Syracuse University, ove egli fondò il corso universitario di Religione.
Il suo primo libro, La morte di Dio: la cultura della nostra era post-cristiana (1961), fu salutato come pietra miliare della critica teologica da Rudolf Bultmann. Negli anni sessanta, gli scritti teologici di Vahanian, Harvey Cox, Paul Van Buren, William Hamilton, Thomas J. J. Altizer e Richard Rubenstein vennero riconosciuti da molti osservatori come un nuovo movimento cristiano ed ebraico che si fonda sulla morte di Dio. Come però ebbe a notare John Warwick Montgomery, la posizione di Vahanian era considerata «disperatamente conservatrice agli occhi dell'ateismo cristiano». Vahanian espresse la sua comprensione della "morte di Dio" come evento accaduto quando Dio venne ad essere mutato in semplice artefatto culturale. Vahanian era allarmato dalla oggettificazione di Dio:
Articoli di Vahanian su un vasto numero di argomenti sono apparsi su pubblicazioni e riviste come The Nation, The Christian Century and Réforme or Foi et Vie e la Biblioteca dell'Archivio di filosofia.
Ha lavorato come membro della Commissione Presidenziale sull'etica biomedica ed ha tenuto incontri in diverse università del Nord America, America Latina, Europa e Asia. Fra sue pubblicazioni più recenti ricordiamo Dio Anonimo (Anonymous God, 2003), Tillich ed il nuovo Paradigma Religioso (Tillich and the New Religious Paradigm, 2004) e Lode del Secolare (Praise of the Secular, 2008).